# Historia viva
Historia Viva es un libro de memorias publicado en 2003 por Hillary Rodham Clinton, en el tiempo en el que se desempeñaba como Senadora por Nueva York.

## Antecedentes y redacción
En diciembre de 2000, Simon & Schuster acordó pagarle a Clinton un anticipo reportado de $8 millones de dólares por lo que sería Historia Viva—una cifra casi récord para un anticipo de autor en ese momento. Sus críticos acusaron que el contrato para escribir el libro, que se produjo poco después de su elección al Senado de los Estados Unidos, pero antes de juramentar al cargo, no estaba en conformidad con los estándares éticos requeridos a los miembros del Senado de Estados Unidos. No obstante, en febrero de 2001, la Comisión de Ética del Senado le dio a Clinton su aprobación para el contrato.
Según informes, Clinton empleó tres escritoras fantasma para Historia Viva: la veterana escritora fantasma Maryanne Vollers, la redactora de discursos Alison Muscatine, y la investigadora Ruby Shamir.  Más tarde, Muscatine contaría cómo las tres se reunían en la casa de Clinton temprano por la mañana antes de que se fuera al edificio del Capitolio, hacían un día de redacción, y luego se reunían de nuevo después de la medianoche en la casa de Clinton para que la senadora editara el trabajo hasta las tres de la mañana.  Clinton, en la sección de agradecimientos, afirmó: "Para escribir este libro quizá no ha hecho falta un pueblo, pero en él ha participado un espéndido equipo, y agradezco su ayuda a todos ellos. (...) La decisión más inteligente que jamás tomé fue pedirles a Lissa Muscatine, Maryanne Vollers y Ruby Shamir que se pasaran dos años trabajando para mí. [Lissa] es la responsable de muchas de las palabras como primera dama y en este libro. (...) [Maryanne] posee el raro don de saber ayudar a que surja la voz de otro. (...) [Ruby] supervisó todo el proceso de principio a fin, reuniendo, revisando y sintetizando los millones de las palabras que se escribieron sobre mí, y analizando las que yo escribía."
Sin embargo, las tres mujeres no recibieron créditos de coescritura en la portada del libro. Esto no es raro en las autobiografías políticas, pero en el mismo período algunas otras figuras políticas recibieron créditos de coescritura, como el que su colega senador John Edwards le dio al escritor John Auchard en su libro Cuatro Pruebas y el que su colega senador John McCain le dio a su ayudante administrativo Mark Salter en La fe de mis padres, Lo digno de luchar, Por qué importa el valor, y Carácter es destino.

## Recepción crítica y comercial
Las críticas de Historia Viva fueron mixtas, con una evaluación típica elogiando los capítulos que describen sus primeros años, criticando los recuentos posteriores excesivamente largos de eventos relativamente mundanos como primera dama, y cuestionando su falta de franqueza en las secciones que cubren episodios polémicos, incluyendo aquellos rodeando su marido y el escándalo Lewinsky.  Los observadores notaron posteriormente la diferencia en cómo Clinton describió su crianza con el perfil que hizo Carl Bernstein sobre el padre de Clinton, Hugh Rodham, en su libro de 2007 A Woman in Charge. Bernstein también escribió en A Woman in Charge: "Es un eufemismo ahora decir que [Clinton] es conocida por aprehender verdades sobre sí misma y sobre eventos de su vida que otros no comparten exactamente. Historia Viva es un ejemplo de eso".
El libro vendió más de un millón de copias en el primer mes luego de su publicación; sus ventas durante su primera semana de disponibilidad estableció un récord para un libro de no ficción.  El éxito del libro sorprendió a muchos en la industria editorial, quienes pensaron que Simon & Schuster había pagado demás por la obra. También sorprendió a los comentaristas políticos que habían dudado de su poder de venta, incluyendo a Tucker Carlson de CNN, quien había dicho: "Si venden un millón de copias de este libro, me comeré mis zapatos y mi corbata".  (Una vez superada la marca de millón, Clinton apareció en el programa de Carlson para presentarle una torta de chocolate en forma de zapato.)  La enérgica promoción que Clinton hizo del libro, que incluyó firmar un estimado de 20,000 copias (causándole el requerir hielo y tratamientos de apoyo de muñeca), recibieron crédito como parte de su éxito.  Para 2007, ella haya ganado más de $10 millones por el libro.

## Grabación de audio
El registro de audio de Clinton de Historia Viva le ganó una nominación al Grammy en la categoría de Mejor Álbum Hablado en 2003.

## Edición en tapa blanda
Una edición en tapa blanda fue publicada en abril de 2004 con un epílogo corto adicional en el que Clinton describió sus experiencias en realizar eventos de firmas del libro.